# 黑鶉
黑鶉（學名：[Melanoperdix niger] 错误：{{Lang}}：文本有斜体标记（帮助））是一種細小的鷓鴣。是黑鶉屬的唯一種。其种加词“niger”意为“黑色的”。

## 形态
黑鶉長27厘米，喙厚，腳呈灰色，瞳孔深褐色。
黑鶉是兩性異形的。雄鳥全身及喙都是黑色的；雌鳥一般是栗褐色，喉嚨白色，喙深色。雌鳥較雄鳥細小。
黑鶉分佈在馬來西亞、汶萊及蘇門答臘的低地雨林中。牠們曾於新加坡出沒，但咸信已在當地絕跡。雌鳥一般會生5-6隻蛋，蛋呈白色。
由於失去棲息地、數量稀少及過度捕獵，黑鶉被世界自然保護聯盟列為易危，且受到《瀕危野生動植物種國際貿易公約》附錄三的保護。

## 外部連結
- BirdLife Species Factsheet （页面存档备份，存于）